# Фрибе, Вильгельм Христиан
Вильгельм Христиан Фрибе (нем. Wilhelm Christian Friebe; 1762—1811) — остзейский историк, доктор философии, инспектор училищ Рижского учебного округа и публицист.

## Биография
Родился 28 июля 1762 года в Гросс-Бальгаузене, в Тюрингии. До одиннадцатилетнего возраста воспитывался дома, затем обучался в латинской школе в Тенштедте и в Ганноверской гимназии; в 1781 году поступил в Гёттингенский университет для изучения богословия, но кроме этого предмета много занимался естественными науками.
В 1784 году Фрибе отправился в Россию, где в течение 17 лет состоял гувернёром в двух частных домах в Лифляндии, и только в 1801 году получил место постоянного секретаря Лифляндского экономического общества; в 1804 году он кроме того был назначен инспектором училищ Рижского учебного округа. В 1811 году, когда по расстроенному здоровью, он подал в отставку, то Дерптский университет в общем собрании профессоров выразил ему признательность за выдающиеся заслуги и удостоил его степени почётного доктора философии honoris causa.
Скончался 14 (26) сентября 1811 года в Риге.

## Литературно-научная деятельность
В своей литературной деятельности Фрибе отличался неутомимостью и необычайною разносторонностью, и труды его находили себе достойную оценку далеко за пределами России. Особенно ценны его труды по естествознанию, агрономии, физике и статистике, но он подвизался и в области поэзии и изящной словесности. Из его многочисленных сочинений приводим главнейшие и преимущественно те, которые касаются России, относясь к периоду времени, когда наша специальная литература была еще очень бедна подобного рода произведениями.
Находясь ещё в должности гувернёра, В. Х. Фрибе поместил ряд исторических и политико-экономических статей в издававшихся в то время А. В. Хупелем «Nordische Miscellaneen» и опубликовал анонимно в Санкт-Петербурге двухтомные «Зарисовки с Севера» (нем. Pittoresken aus Norden). Далее издал «Компендиум по истории Лифляндии, Эстляндии и Курляндии» (нем. Handbuch der Geschichte Liv-, Est- und Kurlands; в пяти томах), «Физико-экономические и статистические замечания о Лифляндии» (нем. Physischökonomische und statistische Bemerkungen über Livland) и трёхтомник «О российской торговле» (нем. Ueber Russlands Handel). В должности секретаря Лифляндского экономического общества он написал среди прочего: «Oekonomisch-technische Flora für Livland» и «Ueber die Verbesserung der Schaafzucht in Russland». Последнее сочинение, переведенное на русский язык и напечатанное на казённый счет, было разослано многим землевладельцам («Руководство к усовершенствованию в России овцеводства». — СПб., 1808; оно появилось и в польском переводе: Вильна, 1815).
Из его трудов, касающихся преимущественно Лифляндии, одним из наиболее наиболее ценных считается его работа: «Oekonomisches Repertorium für Livland», которую он начал издавать в 1808 году, но не успел закончить: всего вышло восемь томов по три выпуска в каждом.
За 15 сочинений Фрибе Императорским вольным экономическим обществом в Санкт-Петербурге и другими научными организациями учёному были присуждены специальные премии. Кроме того, Фрибе был избран членом Императорского вольного экономического общества в Санкт-Петербурге, Общества естествоиспытателей в Москве, Лифляндского экономического и литературно-практического кружка в Риге, Йенского общества естествоиспытателей. Два русских императора и две императрицы почтили труды Фрибе ценными и почетными подарками.